# Taj Gray
Taj Allen Gray (Wichita, 14 marzo 1984) è un ex cestista statunitense, professionista in Europa.